# Poecilimon ersisi
Poecilimon ersisi är en insektsart som beskrevs av Salman 1978. Poecilimon ersisi ingår i släktet Poecilimon och familjen vårtbitare. Inga underarter finns listade i Catalogue of Life.